# Wierzchbezdany
Wierzchbezdany (lit. Aukštieji Bezdonys) − wieś na Litwie, w rejonie wileńskim, 5 km na wschód od Bezdanów, zamieszkana przez 13 ludzi. Przed II wojną światową w Polsce, w powiecie wileńsko-trockim województwa wileńskiego.